# Wilhelm von Jeetze

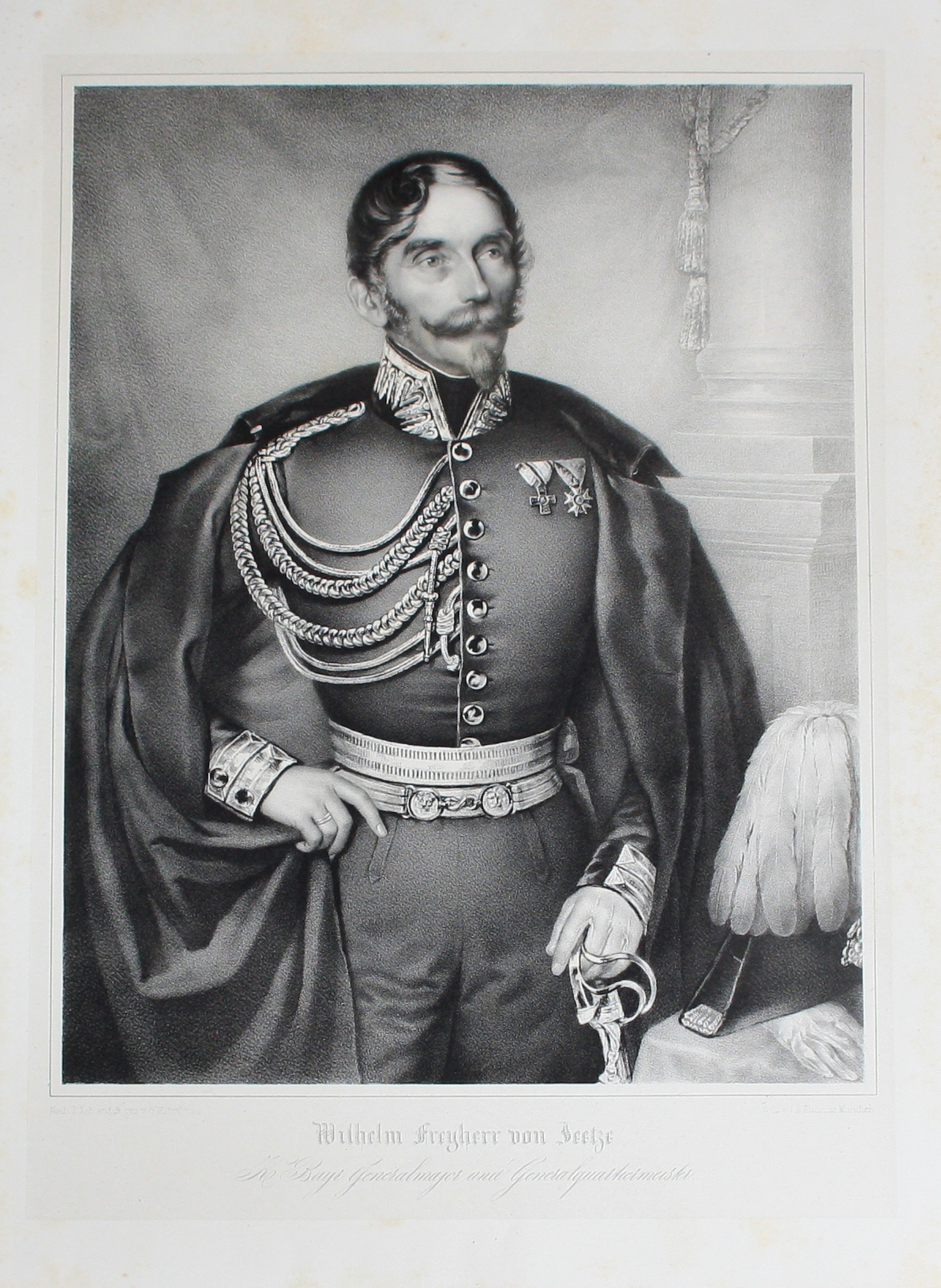
Wilhelm von Jeetze mit dem Kreuz der Ehrenlegion und dem Bayerischen Militärdenkzeichen für 1813/1815

Christian Wilhelm Freiherr von Jeetze (* 27. Dezember 1785 in Potsdam; † 12. April 1852 in Nürnberg) war ein bayerischer Generalmajor und Kommandant der Festung Landau.

## Leben

### Herkunft
Wilhelm entstammte dem ursprünglich preußischen Adelsgeschlecht von Jeetze. Er war der Sohn des Carl Wilhelm von Jeetze (1766–1848), der sich in Brandenburg-Bayreuth niedergelassen hatte und 1810 mit dem Übergang des Territoriums an das Königreich Bayern dessen Staatsbürger wurde. Hier ließ er seinen alten Adel, 1813 im Ritterstand, 1823 im Freiherrenstand immatrikulieren.

### Militärkarriere
Da Brandenburg-Bayreuth von 1807 bis 1810 zu Frankreich gehörte, diente Jeetze zunächst in der französischen Armee, wo er 1809 zum Hauptmann avancierte, bei Vlissingen in englische Gefangenschaft geriet und sich 1813 zur Repatriierung nach Bayern meldete. 1815 trat Jeetze in die Bayerische Armee ein und wurde 1816 ebenfalls in den bayerischen Adelsstand aufgenommen. Am 17. Januar 1815 zeichnete ihn die provisorische französische Regierung, unter Charles-Maurice de Talleyrand-Périgord, mit dem Kreuz der Ehrenlegion aus. Außerdem erhielt er das Militärdenkzeichen für 1813/1815.
In der Bayerischen Armee wurde Jeetze 1828 Major, 1838 Oberstleutnant und 1840 Oberst. Von 1840 bis 1842 war er Kommandeur des 5. Infanterie-Regiments, 1844 bis 1847 Chef des Infanterie-Leib-Regiments, am 7. April 1847 avancierte er zum Generalmajor und Generalquartiermeister im Generalstab.
Angesichts des Pfälzer Aufstandes ernannte man ihn 1849 zum Kommandanten der Festung Landau. Hier agierte er mit viel Geschick. Einerseits wies er im Mai des Jahres einen Angriff der Aufständischen erfolgreich ab, andererseits entließ er gnadenhalber arrestierte Soldaten, die mit der Aufstandsbewegung sympathisiert hatten. So konnte die Bevölkerung beruhigt und ein größeres Blutvergießen vermieden werden.
Die Bewertung seiner Tätigkeit war unterschiedlich. Man löste ihn unmittelbar nach den Ereignissen von seinem Landauer Posten ab, da man ihm zu große Milde und Unentschlossenheit vorwarf. Ein eingeleitetes Untersuchungsverfahren endete jedoch ergebnislos. Landau ernannte Jeetze bereits am 3. September 1849 zum Ehrenbürger der Stadt, da er in gefährlicher Zeit „die vollste Dienstpflicht mit größtmöglicher Humanität zu vereinbaren gewusst“ hatte. Reichsverweser Erzherzog Johann von Österreich bewertete in einem persönlichen Brief an den General, dessen Verhalten in Landau, „unter schwierigsten Verhältnissen“, als beispielhaft.
Infolge der Landauer Vorkommnisse trat Jeetze mit Datum vom 9. September 1849 in Pension und verstarb 1852 in Nürnberg an Typhus. Er ist auf dem Militärfriedhof Nürnberg (Gostenhof) bestattet, der sich an den historischen Rochusfriedhof anschließt.

### Familie
Die erste Ehefrau Caroline Maria von Köhring starb 1838, wonach sich Jeetze 1845 mit Clara von Gräfin Tattenbach und Rheinstein (1818–1852) vermählte. Aus beiden Verbindung gingen Kinder hervor, zwei Söhne jedoch nur aus erster Ehe. Einer davon war der bayerische Generalleutnant, Flügeladjutant und Vertraute von König Ludwig I., Theodor von Jeetze (1811–1883). Er war mit Louise von Tattenbach und Rheinstein, einer Schwester seiner Stiefmutter verheiratet.